# Pyrrhura griseipectus
Pyrrhura griseipectus е вид птица от семейство Папагалови (Psittacidae). Видът е критично застрашен от изчезване.

## Разпространение
Видът е разпространен в Бразилия.